# Roodzwarte dubbeltand
De roodzwarte dubbeltand (Nomada fabriciana) is een vliesvleugelig insect uit de familie bijen en hommels (Apidae). De wetenschappelijke naam van de soort is voor het eerst geldig gepubliceerd in 1767 door Linné.